# 1636 en littérature
| Années de la littérature : 1633 - 1634 - 1635 - 1636 - 1637 - 1638 - 1639    |
| Décennies de la littérature : 1600 - 1610 - 1620 - 1630 - 1640 - 1650 - 1660 |

Cet article présente les faits marquants de l'année 1636 en littérature.

## Événements
- 8 juin:  discours de Tommaso Campanella prononcé à Conflans en présence de Richelieu, aujourd’hui perdu, intitulé De auctoritate Pontificis supra imperio instituendo et mutando[1]. Il publie à Paris une part importante de son œuvre avec l’approbation de la Sorbonne.

- Les Annales des quatre maîtres, chroniques de l'histoire médiévale irlandaise, sont compilées entre 1632 et 1636 par quatre historiens conduits par Micheál Ó Cléirigh (en)[2].

## Parutions
- 2 août : le jésuite Athanasius Kircher dédicace au cardinal Barberini son ouvrage Prodromus coptus (en) sive aegyptiacus (« sur la langue égyptienne ») publié à Rome par la Congregatio de Propaganda Fide, qui contient la première grammaire publiée de la langue copte[3]

- Juan Pérez de Montalbán, Fama posthuma a la vida y muerte del Doctor Frey Lope Felix de Vega Carpio, Madrid, en la imprenta del Reyno, 1636 (présentation en ligne), éloge funèbre et biographie de Lope de Vega.

## Naissances
- 1er novembre : Nicolas Boileau, poète, écrivain et critique français († 13 mars 1711).